# Malakologi
Malakologi (av grekiska μαλάκια, malakia, "blötdjur", och λόγος, logos, "lära") är vetenskapen om blötdjuren.